# Anton Otto Fischer
Anton Otto Fischer (23 février 1882 - 26 mars 1962) est un illustrateur américain du journal Saturday Evening Post.

## Biographie
Né en Allemagne et orphelin très jeune, il s'enfuit à l'âge de 15 ans pour éviter d'être contraint à la prêtrise. Il vient en Amérique comme matelot sur un navire allemand. Il sacrifie la rémunération de deux mois pour obtenir sa liberté puis continue à naviguer sur des navires américains pendant trois ans. Pendant quatorze mois en 1905-1906, il travaille comme modèle et homme à tout faire pour le peintre et illustrateur Arthur Burdett Frost. Il se rend à Paris en octobre 1906 où il étudie pendant deux ans auprès de Jean-Paul Laurens à l'Academie Julian et passe l'été suivant à peindre des paysages en Normandie. Fischer retourne à New York en janvier 1908. Sous l'influence de Howard Pyle, il s'installe à Wilmington, au Delaware, où il établit un  atelier au 1110, rue Franklin. Pyle l'aide à transformer ses connaissances de première main du drame pictural mais a peu de succès pour animer sa palette à la couleur de plomb. Il travaille en indépendant pour des subject pictures ou illustrations racontant une histoire relative aux passions humaines qui se trouvent dans les magazines populaires de l'époque. Pendant la Seconde Guerre mondiale, il est fait artiste lauréat du United States Coast Guard.
Fischer épouse Mary Ellen (May) Sigsbee (1877-1960) à la suite du divorce de celle-ci d'avec son camarade peintre, William Balfour Ker (1877-1918). Mary Ellen Sigsbee, William Balfour Ker et Fischer sont tous artistes et anciens élèves de Howard Pyle. Après le mariage, il adopte le fils de sa femme qu'elle a eu de son premier mariage, David (1906-1922). Ils résident d'abord à Bushnellsville, New York avant de déménager dans une maison située près de l'intersection d'Elmendorf Street et Ten Broeck Avenue dans la ville proche de Kingston dans l'État de New York. La maison existe encore aujourd'hui et possède une grande fenêtre au nord qui donnait à Fischer la lumière dont il avait besoin pour peindre. En 1914, le couple a un enfant, Katrina Sigsbee Fischer (1914-1998). La famille s'installe finalement dans une maison de la ville de Woodstock dans le même État juste avant la Première Guerre mondiale.

## Carrière comme illustrateur
De retour à New York en 1910, Fischer vend sa première illustration au magazine Harper's Weekly puis illustre une histoire de Jack London parue dans le Everybody's Magazine (en), écrivain pour lequel il illustre de nombreux livres et histoires de magazine jusqu'à la mort de London en 1916. En 1911, il fournit quelques dessins de couverture pour le mensuel socialiste The Masses.
Fischer commence à travailler pour The Saturday Evening Post en 1910, collaboration qui va durer quarante-huit ans. Il illustre des histoires telles que Cappy Ricks de Kyne, Glencannon de Gilpatrick ainsi que des séries de Kenneth Roberts et Nordoff et Hall. De 1909 à 1920, il crée plus d'un millier d'illustrations présentant des femmes et des bébés, des jolies filles, des chiens et des chevaux, les sports, l'US Navy et la mer. Il réalise ensuite les illustrations de Tugboat Annie en 1931. Il admet que son personnage préféré est « ce vieux réprouvé de Glencannon » avec sa grande moustache balai.
Le commandant Lincoln Lothrop de l'U.S. Navy lui écrit une fois : « Mes deux garçons, dont l'un est maintenant un lieutenant de vingt-deux ans dans la Navy ... avaient l'habitude de découper vos images et de les afficher sur les murs de leurs chambres. ... Vous êtes responsable du recrutement de plus d'un gars de la mer ». Son travail sur les scènes maritimes lui vaut une invitation à déjeuner avec le vice-amiral Russell Waesche, commandant de l'United States Coast Guard 
dans le but d'aider au recrutement au plus fort de la Seconde Guerre mondiale. Le 9 janvier 1943, le Post décrit une bonne rencontre avec le vice-amiral. Bien que Waesche sait que Fischer est né en Allemagne et opposant au New Deal, à la fin de ce même après-midi, Fischer est assermenté au titre de lieutenant-commandant dans les Garde-côtes. Il est chargé de mettre sur toile quelques-uns des actes héroïques des marins marchands et garde-côtes, considérés alors comme les hommes les moins médiatisés des forces armées. Ses dessins sont archivés à l'Académie des garde-côtes des États-Unis située à New London dans l'État du Connecticut.
Aussi connu pour ses illustrations de romans tels que Moby Dick, L'Île au trésor et 20 000 lieues sous les mers, Anton Otto Fischer meurt loin de sa mer bien aimée dans les montagnes Catskill de Woodstock en 1962 à l'âge de 80 ans.
La « Société des amis du Kingston historique » a organisé en septembre 2011 une conférence présentant le petit-neveu de Fischer, Andre Mele. Celui-ci se souvenait d'« oncle Otto » avec un fort accent allemand qui, souvent, jouait du piano et fumait des cigares. On le trouvait souvent en train de jardiner ou d'écouter les Yankees de New York à la radio grâce à ses écouteurs. Fischer était souvent recherché pour ses conseils en investissements et a amassé une fortune de 2 000 000 $ au cours de sa vie,.

## Source de la traduction
- (en) Cet article est partiellement ou en totalité issu de l’article de Wikipédia en anglais intitulé « Anton Otto Fischer » (voir la liste des auteurs).